# Aftershock (película de 2010)
Aftershock (chino: 唐山大地震 pinyin: Tángshān Dà Dìzhèn) es una película china de dramática de 2010 dirigida por Feng Xiaogang y producida por Huayi Brothers, protagonizada por Zhang Zifeng, Xu Fan, Zhang Jingchu, Chen Daoming, Lu Yi, Zhang Guoqiang y Li Chen. La película representa las secuelas del terremoto de Tangshan de 1976. Fue estrenada en China el 22 de julio de 2010, y es la primera película de "gran película comercial" IMAX creada fuera de los Estados Unidos. La película fue un gran éxito de taquilla y ha recaudado más de 100 millones de dólares en la taquilla china.

## Argumento
Li Yuanni y su esposo, Fang Daqiang, y sus hijos gemelos, Fang Deng y Fang Da, viven en un pequeño apartamento en Tangshan. En la madrugada del 28 de julio de 1976, después de acostar a sus hijos, la pareja hace el amor en la parte trasera de su camión. De repente, se produce un terremoto que hace que los edificios se desmoronen y se desintegren. Mientras corren hacia atrás para salvar a sus hijos, Li es empujada hacia atrás por su esposo, que corre delante de ella y es instantáneamente aplastado por escombros que caen. Su bloque de apartamentos se derrumba y atrapa a sus hijos bajo un montón de escombros.
A raíz del terremoto, un equipo de rescate informa a Li que sus gemelos están atrapados bajo una gran losa de concreto. Levantar la losa de alguna manera hará que uno de sus hijos muera, por lo que solo puede elegir uno para guardar. Sintiéndose desconsolada, Li decide salvar a su hijo, Fang Da. La niña, Fang Deng, sobrevive y recupera la conciencia más tarde para encontrarse entre varios cadáveres.
Asumida como huérfana, Fang Deng es adoptado por una pareja militar, Wang Deqing y Dong Guilan, quienes la traen de regreso a su hogar en Pekín. Ella es renombrada como "Wang Deng" después de tomar el apellido de su padre adoptivo. Diez años después, se muda de su hogar para estudiar en una escuela de medicina en Hangzhou, donde conoce a un estudiante graduado, Yang Zhi, y comienza una relación íntima con él. En su tercer año, la madre adoptiva de Fang Deng se enferma gravemente. Antes de morir, le pide a Fang Deng que use el dinero que ahorró para encontrar a su verdadera familia. Fang Deng descubre que ella está embarazada más tarde. A pesar de ser presionado por Yang Zhi para someterse a un aborto, ella se niega a abandonar a su hijo y abandona en secreto la universidad y pierde el contacto con Yang y su padre adoptivo.
Mientras tanto, la abuela y la tía de Fang Da querían que él viviera con ellas en Jinan, provincia de Shandong, pero finalmente decidieron dejarlo quedarse en Tangshan con su madre. El terremoto había reclamado su brazo izquierdo, haciéndolo físicamente discapacitado. Después de decidir no tomar el examen nacional de ingreso a la educación superior a pesar de la insistencia de su madre, Fang Da comienza a trabajar como conductor de rickshaw y finalmente se convierte en el jefe de una exitosa agencia de viajes en Hangzhou. Se casa y tiene un hijo, Diandian, con su esposa.
Después de un período de cuatro años, Fang Deng lleva a su hija, también llamada Diandian, y se reúne con su padre adoptivo. Ella se disculpa y se reconcilia con él. En la víspera del Año Nuevo, le dice a su padre adoptivo que se casará con un extranjero y que emigrará a Vancouver con su hija.
En 2008, Fang Deng ve el terremoto en Sichuan en televisión. Ella inmediatamente se ofrece como voluntaria para unirse a los rescatistas y regresa a China. Fang Da también decidió ayudar en los esfuerzos de rescate. Mientras toma un descanso, Fang Deng escucha a Fang Da hablando sobre el terremoto de Tangshan. Ella se reúne con su hermano menor, y ambos deciden visitar a su madre. Al principio, Fang Deng está enojado con su madre por haberla abandonado. Más tarde, después de darse cuenta del remordimiento, la agonía emocional y la culpa que su madre había sufrido, ella perdona a su madre.
La pantalla luego corta a un monumento de piedra en Tangshan con los nombres de las 240,000 víctimas del terremoto.

## Reparto

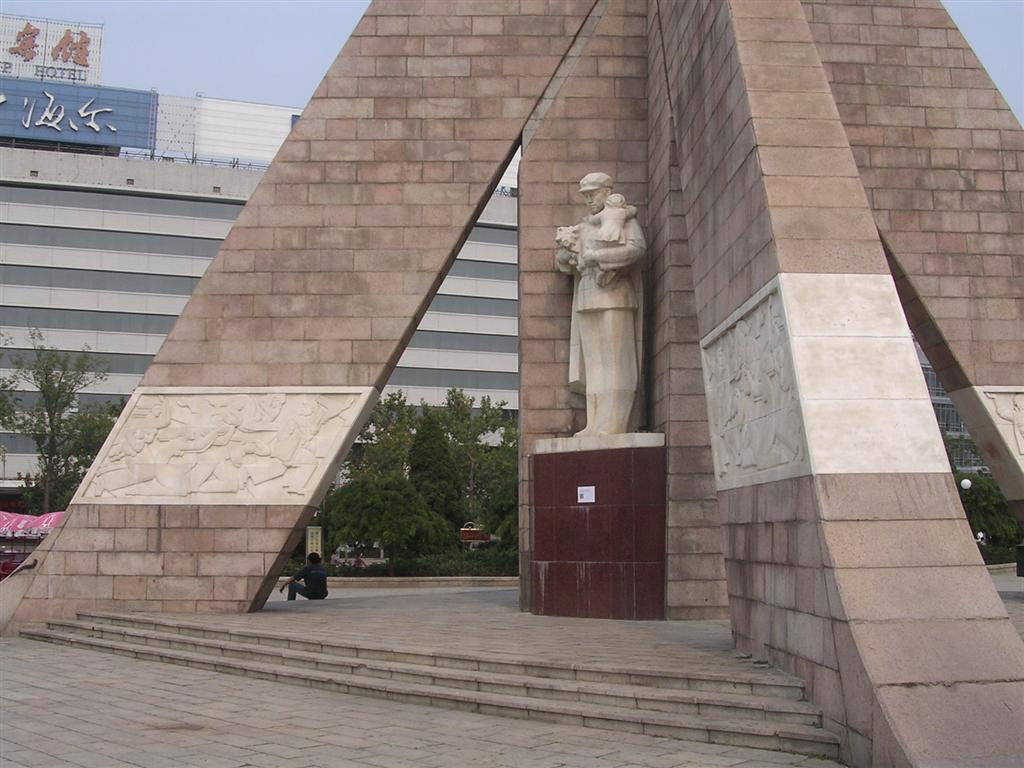
Monumento a las víctimas del terremoto de Tangshan de 1976

- Xu Fan como Yuanni
- Zhang Jingchu como Deng
- Zhang Zifeng como joven Deng
- Li Chen como Da
- Wang Ziwen como Xiao Él
- Chen Daoming como papá de Deng
- Zhang Guoqiang como Daqiang
- Zhong Lü como Abuelita
- Mei Yong como Tía

## Banda sonora
- Shang Wenjie — "23 Segundos, 32 Años" (créditos de fin)
- Faye Wong — "Sutra del corazón" (justo antes de que créditos de fin)

## Recepción y premios
Aftershock ganó la Mejor Película y Mejor Interpretación por Actor por Chen Daoming en la cuarta edición anual de Asia Pacific Screen Awards. Raymond Zhou de China Daily colocó la película en su lista de las diez mejores películas chinas de 2010. Actualmente, la película tiene una calificación de 90% en Rotten Tomatoes con un puntaje promedio de 6.4 / 10, aunque no hay suficientes evaluadores occidentales.
La película ganó "Mejor Director" y "Mejor Actriz" (para Xu Fan) en la quinta entrega de Premios Huading.